# Allium sikkimense
Allium sikkimense — вид рослин з родини амарилісових (Amaryllidaceae); поширений у південно-східній Азії.

## Опис
Цибулини скупчені, циліндричні, 0.3–0.5 см у діаметрі; зовнішня оболонка темно-коричнева. Листки лінійні, коротші від стеблини, 2–5 мм завширшки, плоскі. Стеблина (5)15–40 см, кругла в перерізі, вкрита листовими піхвами лише біля основи. Зонтик півсферичний, густо багатоквітковий. Оцвітина синя; сегменти від яйцюватих до яйцювато-довгастих, 6–10 × 3–4.5 мм; внутрішні, як правило, трохи довші й ширші, ніж зовнішні, краї зазвичай нерегулярно віддалено дрібнозубчасті. Період цвітіння й плодоношення: липень — вересень.

## Поширення
Поширення: Бутан, Непал, східні Гімалаї Індії, Китай — Ганьсу, Нінся, Цінхай, Шеньсі, Сичуань, Юньнань, Тибетський автономний район.
Населяє узлісся, чагарники, схили, луки; 2400–5000 м.